# Theodor Schmidt-Kaler
Theodor Schmidt-Kaler (* 8. Juni 1930 in Seibelsdorf (heute zu Marktrodach), Oberfranken; † 1. Juni 2017 in Margetshöchheim, Unterfranken) war ein deutscher Astronom und Demographie-Experte.

## Leben
Theodor Schmidt-Kaler, Sohn aus der Ehe des evangelischen Pfarrers Ferdinand Schmidt und seiner Frau Emilie geb. von Kaler zu Lanzenheim, heiratete 1958 Johanna geb. Gräfin von Pfeil und Klein-Ellguth; aus der Ehe stammt der Physiker Ferdinand Schmidt-Kaler.

### Wirken als Astronom
Schmidt-Kaler studierte Mathematik (1954 Diplom-Mathematiker), Physik und Astronomie in Erlangen, München und Paris. 1955 wurde er mit der Arbeit Über die Entwicklung der Spiralstruktur extragalaktischer Nebel auf Grund einer Ejektionstheorie in München zum Dr. rer. nat. promoviert. Von 1956 bis 1958 war er wissenschaftlicher Mitarbeiter an der Sternwarte Göttingen und von 1958 bis 1963 Observator an der Universitäts-Sternwarte Bonn. An der Universität Bonn habilitierte er sich 1961 mit der Arbeit Photometrie, Leuchtkraft, Alter und Eigenfarben galaktischer Überriesen.
1964/65 war er Associate Professor (a. o. Prof.) an der University of Toronto. Am 20. Oktober 1965 wurde er zum außerplanmäßigen Professor an der Universität Bonn ernannt. Er erhielt Rufe von der Ohio State University und der University of Texas at Austin.
1966 ging er an die Ruhr-Universität Bochum, wo er das Astronomische Institut mit der Außenstelle La-Silla-Observatorium gründete. Schmidt-Kaler war vom 8. Juli 1966 bis zu seiner Emeritierung am 1. Oktober 1995 ordentlicher Professor und Direktor des Astronomischen Instituts in Bochum.
Von 1978 bis 1981 war er Präsident der Astronomischen Gesellschaft. Seit 1991 war er ordentliches Mitglied der Nordrhein-Westfälischen Akademie der Wissenschaften und der Künste und der Europäischen Akademie der Wissenschaften.
Schmidt-Kaler war zusammen mit Heinz Hermann Koelle (TU Berlin) Mitverfasser der Studie Langfristige Entwicklungstendenzen der Raumfahrtnutzung (LERN), Booz, Allen & Hamilton Inc., Düsseldorf, Auftragsstudie für das BMFT, 1990.
Seine Forschungsschwerpunkte waren: Verfärbung und Interstellarer Staub, Leuchtkräfte und Entfernungsmessung von Novae, Supernovae (z. B. SN 1987a) und Überriesen (z. B. in R136), Spiralstruktur der Milchstraße, Entwicklung von Teleskopen (u. a. Hexapod-Teleskop) und deren Instrumentierung. Seit 2002 beschäftigte er sich mit historischer und prähistorischer Astronomie. Er veröffentlichte über 100 Fachaufsätze und wissenschaftliche Arbeiten.
In der Internationalen Astronomischen Union war er Mitglied der Division IV Stars, Division VI Interstellar Matter, Division VII Galactic System sowie der Commission 33 Structure & Dynamics of the Galactic System, Commission 34 Interstellar Matter und der Commission 45 Stellar Classification.

### Wirken als Demograph und in der Politik
Schmidt-Kaler war Mitglied der CDU und Erster Stellvertretender Vorsitzender des CDU-Kreisverbandes Witten. Von 1973 bis 1976 war er Mitglied des Kreistags des Ennepe-Ruhr-Kreises und im Kommunalverband Ruhrgebiet (KVR).
Der studierte Mathematiker Theodor Schmidt-Kaler war  Mitglied der Deutschen Gesellschaft für Bevölkerungswissenschaft, der heutigen Deutschen Gesellschaft für Demographie (DGD), und veröffentlichte zahlreiche Artikel, etwa in der Zeitschrift für Bevölkerungswissenschaft (Comparative Population Studies) oder Aus Politik und Zeitgeschichte. Während der Kabinette Schmidt (1974–1982) und Kohl (1982–1998) beriet er mehrfach Ministerien – und Helmut Kohl in direkten Gesprächen – zu demographischen und rentenpolitischen Fragen. Als er 1973 erstmals in einem Memorandum an Regierung und Opposition darauf hinwies, dass die fehlenden Geburten sich auch auf Renten und Altersversorgung niederschlagen, stieß er auf große Widerstände. Er war einer der Initiatoren und Unterzeichner des Heidelberger Manifestes von 1981, in dem unter anderem „für ein Ende der Masseneinwanderung und für die Anhebung der deutschen Geburtenziffern“ plädiert wird. Das Manifest wird heute überwiegend als rassistisch betrachtet und formulierte eine grundlegende Position des Ethnopluralismus, der zufolge eine Integration nicht-europäischer Einwanderer in Deutschland unmöglich sei. Schmidt-Kaler berichtete, dass Bert Rürup, damals Berater im Bundeskanzleramt, auf einer Tagung des DGD habe „durchblicken lassen“: „wer bei diesen – politisch nicht erwünschten – Auffassungen bleibe, werde mit Schwierigkeiten bei seiner Karriere zu rechnen haben.“
Als Reaktion auf das Heidelberger Manifest wurde er am 8. Juli 1982 in der von Rudolf Mühlfenzl moderierten Livesendung Schlag auf Schlag des Bayerischen Rundfunks von der deutschen Journalistin Barbara Friedrich öffentlich geohrfeigt. Der daraufhin vom Amtsgericht München verhängte Strafbefehl in Höhe von 6000 DM wurde mit von Hermann Ulrich Schmidt (1926–2014) organisierten Spenden deutscher Astronomen bezahlt.
Schmidt-Kaler war Vortragender der Gesellschaft für freie Publizistik (GfP), der nach Einschätzung des Bundesamtes für Verfassungsschutz größten rechtsextremen Kulturvereinigung Deutschlands, und Mitglied des im Jahr 2008 verbotenen rechtsextremen Vereins Collegium Humanum. In der nationalistischen Zeitschrift Stimme des Reichs veröffentlichte er 2013 zusammen mit Helmut Schröcke einen Aufruf gegen Klimaschutz und für nukleare Kugelhaufenreaktoren unter dem Titel Deutsche lasst euch nicht veralbern.

## Schriften (Auswahl Fachveröffentlichungen)
- Zur astronomischen Deutung der Himmelsscheibe von Nebra. In: Jahresschrift für mitteldeutsche Vorgeschichte. Band 90/2006 (2007), ISSN 0075-2932, S. 235–265 (Online).
- Die Entwicklung des Kalender-Denkens in Mitteleuropa vom Paläolithikum bis zur Eisenzeit. In: Acta Praehistorica et Archaeologica. Band 40 (2008), S. 11–36.
- Ein Vorläuferstadium des Zählens und Abstrahierens bei „homo erectus“ – die Knochen-Artefakte von Bilzingsleben gedeutet als der Menschheit früheste Aufzeichnungen von Mondbeobachtungen. Nordrhein-Westfälische Akademie der Wissenschaften und der Künste – Naturwissenschaften und Medizin, Vorträge NM 479. Schöningh, Paderborn 2012. Vortrag auf der 518. Sitzung vom 4. Februar 2009 in Düsseldorf.
- Hölderlin und die Astronomie. In: Wolfgang R. Dick, Jürgen Hamel (Hrsg.): Beiträge zur Astronomiegeschichte, Bd. 2 (Acta Historica Astronomiae, 5). Deutsch, Thun / Frankfurt am Main 1999, S. 122–127.
- Konradin Ferrari d’Occhieppo, Rolf Krauss, Theodor Schmidt-Kaler: Die Gefilde der altägyptischen Unterwelt: Spiegelbild der Sonnenbahnen im Jahreslauf. In: Zeitschrift für Ägyptische Sprache und Altertumskunde (ZÄS). Band 123, S. 103–110, Universität Leiden 1996.
- mit Wolfhard Schlosser und Eugene F. Milone: Challenges of astronomy. Hands-on experiments for the sky and laboratory. Springer, 1994.
- The Hexapod Telescope: A New Way to Very Large Telescopes. In: Marie-Helene Ulrich (Hrsg.): Progress in Telescope and Instrumentation Technologies. ESO Conference and Workshop Proceedings, ESO Conference on Progress in Telescope and Instrumentation Technologies, ESO, Garching, 27.–30. April 1992, European Southern Observatory (ESO), Garching 1992, S. 117.
- The Physical Parameters of the Stars. In: K.-H. Hellwege (Hrsg.): Landolt-Börnstein-Tabellenwerk Zahlenwerte und Funktionen aus Physik, Chemie, Astronomie, Geophysik und Technik. New Series Band VI, 2b, Springer, Berlin / Heidelberg / New York 1982, S. 1 ff.
- Quantitative Klassifikation von Sternspektren mittels Objektivprismenaufnahmen. Westdeutscher Verlag, Opladen 1976.
- Optische Beobachtungsprogramme zur Galaktischen Struktur und Dynamik. Arbeitstreffen der Deutschen Forschungsgemeinschaft und der Astronomischen Gesellschaft unter Mitwirkung des Rates Westdeutscher Sternwarten vom 19.–21. 2. 1975. Bochum 1975.
- Die dBe-Sterne, eine natürliche Spektralgruppe geringer Leuchtkraft-Streuung. Bonn, Univ. Sternw., 1964.
- Die galaktischen Emissions-B-Sterne (Spektralklassifikation, Photometrie, Entwicklung und Verteilung in der Milchstraßenebene). Dümmler, Bonn 1964.

## Schriften (Auswahl sonstiger Veröffentlichungen)
- Politik gegen die Familie ist Politik des Untergangs. Köln: Arbeitgeberverband der Metallindustrie, 1987.
- Kinder statt Beiträge. Anregungen zu einer Rentenversicherung mit Selbstbeteiligung. In: Die politische Meinung. Band 25, 1980, ISSN 0032-3446, S. 66–76.
- Wie sicher sind unseren Renten? Fehler der Rentengesetzgebung. Pläydoyer für eine Neuordnung. In: Aus Politik und Zeitgeschichte. Band 27, 1979, S. 3–21, ISSN 0479-611X (Bert Rürup hat hierzu eine Erwiderung verfasst.[12])
- Rentengesetzgebung als Instrument zur rationalen Steuerung und Rückkoppelung des Bevölkerungsprozesses. In: Zeitschrift für Bevölkerungswissenschaft. Band 1, 1978, ISSN 0340-2398, S. 75–88.
- Kurskorrektur tut not. Ursachen und Folgen der Bevölkerungsentwicklung. In: Die politische Meinung. Band 22, 1977, ISSN 0032-3446, S. 29–38.
- Brief von Carl Friedrich von Weizsäcker an Theodor Schmidt-Kaler vom 19. Mai 1986. In: Carl Friedrich von Weizsäcker: Lieber Freund! Lieber Gegner! Briefe aus fünf Jahrzehnten. Hanser, München 2002, ISBN 3-446-20150-5, S. 188–190.